# Kilstjärtslira
Kilstjärtslira (Ardenna pacifica) är en fågel i familjen liror inom ordningen stormfåglar. Den förekommer i tropiska delar av Stilla havet och Indiska oceanen.

## Kännetecken
Denna art är en relativt stor lira, 41–46 centimeter lång, med karakteristiskt lång och spetsig eller kilformad stjärt. Näbben är rätt tunn med svart spets och ben samt fötter är bleka. Vingarna är jämförelsevis avrundade, inte spetsiga. I lugnt väder flyger den med slöa vingslag och korta glid med vingarna framåt och böjda, medan den i hårdare vind rör sig i låga bågar mellan en kort radda snabba vingslag. Dräktsmässigt finns det två faser, en helmörk och en med ljus undersida.

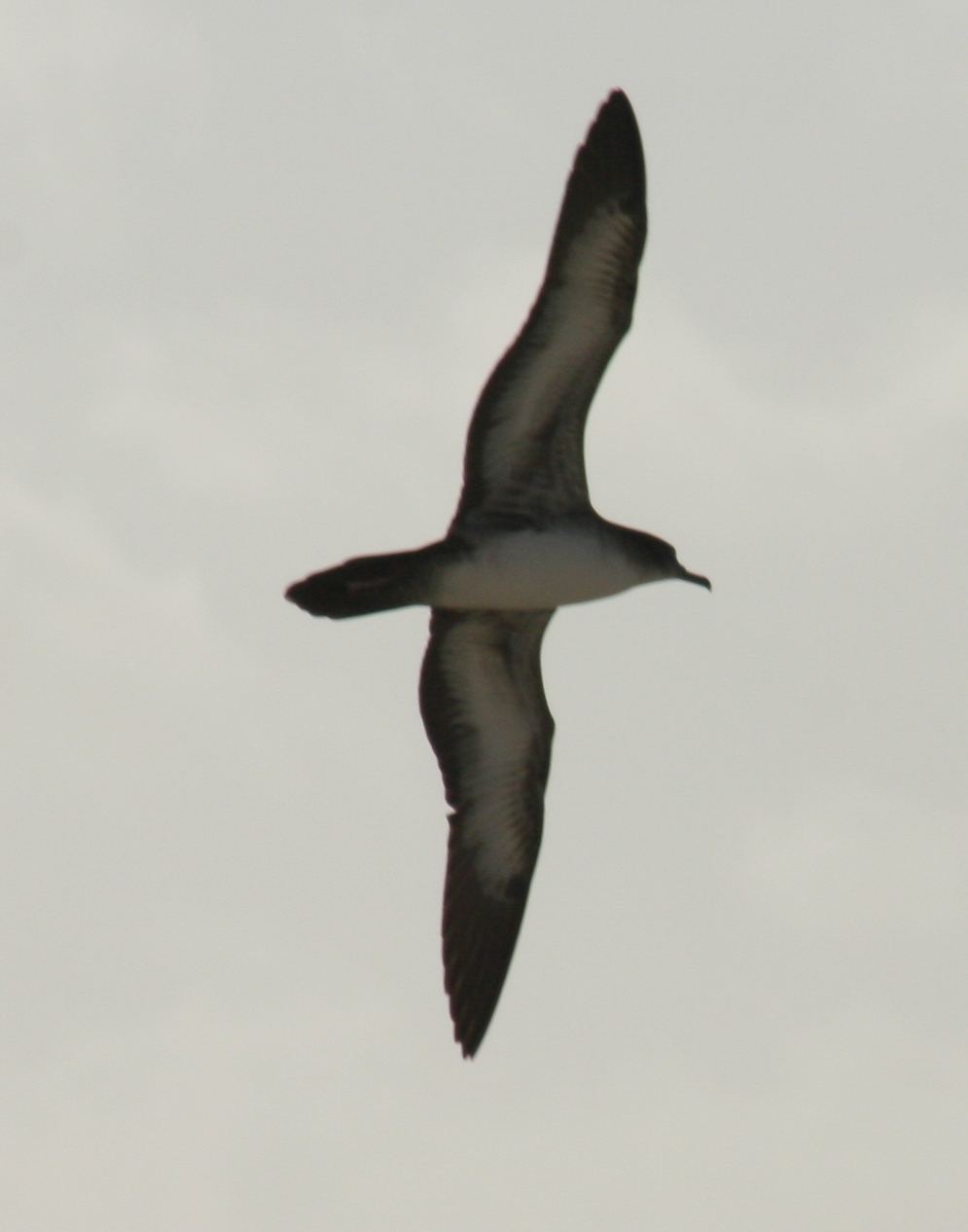
Kilstjärtslira i flykten.

## Utbredning och systematik
Fågelns förekommer utbrett i tropiska Stilla havet och Indiska oceanen. Vissa behandlar arten som monotypisk medan andra delar in den i två underarter med följande utbredning:
- Ardenna pacifica pacifica – häckar på Norfolkön, Kermadecöarna, i Fiji och Tonga, sprider sig till sydöstra delen av norra Stilla havet
- Ardenna pacifica chlororhyncha – häckar i Indiska oceanen från området kring Madagaskar österut till västra Australien samt i Stilla havet från Japan söderut till nordöstra och östra Australien, Lord Howeön, Nya Kaledonien och österut (förutom där pacifica förekommer) till Revillagigedoöarna utanför västra Mexiko, Marquesasöarna och Pitcairn

Den 10 mars 1988 sågs ett exemplar utanför Port Said i Egypten.

### Släktestillhörighet
Fågeln placerades tidigare i släktet Puffinus, men DNA-studier visar att detta är parafyletiskt gentemot Calonectris. De större arterna i Puffinus har därför lyfts ut till ett eget släkte, Ardenna.

## Levnadssätt
Kilstjärtsliran häckar i kolonier på öar. Den är ofta sällskaplig till havs, men följer ej fartyg.

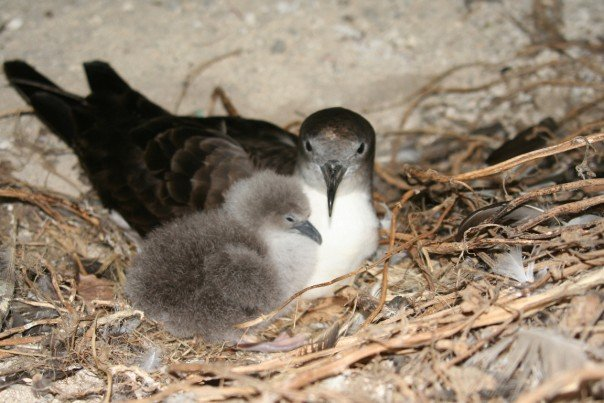
Kilstjärtslira med unge.

## Status och hot
Arten har ett stort utbredningsområde och en stor population, men tros minska i antal, dock inte tillräckligt kraftigt för att den ska betraktas som hotad. IUCN kategoriserar därför arten som livskraftig (LC). Världspopulationen 2004 uppskattades till fler än 5,2 miljoner individer.